# Cvrčovice (zámek)
Zámek Cvrčovice (též Petersova vila) se nachází na jižním konci obce Cvrčovice v okrese Brno-venkov. Jeho hospodářské budovy (čp. 52 a 53) jsou chráněny jako kulturní památka.
Na místě zámku původně stála středověká tvrz, jejíž existence je datována do 14. a 15. století. V 16. století zde Thurnové postavili renesanční zámek, který byl v 18. století přestavěn barokně. Jeho majitelé se střídali, po roce 1772 jej vlastnili postupně Ditrichštejnové a Herberštejnové, kteří jej využívali pro byty pro své úředníky. V roce 1920 jej do majetku získal velkostatkář Peters, který objekt nechal v roce 1932 přestavět na svoji rodinnou vilu. Po vyvlastnění v roce 1948 připadl zámek místnímu národnímu výboru. V letech 1949–1968 zde fungoval dětský domov. Poté následovala celková přestavba budovy a zámek sloužil státním statkům až do roku 1989. Od roku 1973 zde působí pod různými názvy Odborné učiliště Cvrčovice. Budova zámku je obklopena rozsáhlou zahradou.